# Кейті Смоллвуд
Кейті Смоллвуд  (англ. Kathy Smallwood-Cook, 3 травня 1960) — британська легкоатлетка, олімпійська медалістка.

## Виступи на Олімпіадах
| Олімпіада         | Дисципліна              | Місце |
| ----------------- | ----------------------- | ----- |
| Москва 1980       | біг на 100 метрів       | 6     |
| Москва 1980       | біг на 200 метрів       | 5     |
| Москва 1980       | естафета 4 x 100 метрів | 3     |
| Лос-Анджелес 1984 | біг на 200 метрів       | 4     |
| Лос-Анджелес 1984 | біг на 400 метрів       | 3     |
| Лос-Анджелес 1984 | естафета 4 x 100 метрів | 3     |